# Tchologo

La regió Thologo és la part més oriental del districte de les Sabanes (antiga regió de les Sabanes)

Tchologo és una de les 31 regions de Costa d'Ivori. Juntament amb la regió de Poro i de Bagoué conformen el Districte de les Sabanes. La ciutat de Ferkessédougou n'és la capital. Segons el pre-cens de 2015 té 467.958 habitants. Té una superfície de 17.728 km².

## Situació geogràfica
Tchologo està situada al centre-est del nord de Costa d'Ivori, a la frontera amb Burkina Faso, país amb el que limita el nord de la regió.
A l'est de Tchologo hi ha la regió de Poro (Costa d'Ivori), al sud limita amb Hambol i a l'est amb Bounkani.
La seva capital, Ferkéssédougou, està a 52 km a l'est de Korhogo, a més de 60 km de la frontera amb Burkina Faso, via Kaouara i a uns 90 km a l'oest de la ciutat de Nasien, que està a l'extrem occidental del Parc Nacional del Comoé.

## Geografia
El riu Comoé passa per la regió de Tchologo, en la que hi ha la part septentrional del Parc Nacional del Comoé.
El seu relleu és poc accidentat i té planes i altiplans. La regió està situada en una zona de sabana sud-sudanesa. El seu clima és de tipus sudano-guineà i està marcat per dues estacions. Té dos tipus de sabanes: la sabana boscosa i la sabana d'arbustos.

## Subdivisió administrativa
La regió de Tchologo està subdividit en els següents departaments i municipis:
- Departament de Ferkessédougou - 143.263 habitants.
  - Ferkessédougou - 120.150
  - Koumbala - 10.088
  - Togoniéré - 13.025
- Departament de Kong - 87.929 habitants
  - Bilmono - 19.873
  - Kong - 29.190
  - Nafana - 17.703
  - Sikolo - 21.163
- Departament d'Ouangalodougou - 236.766 habitants
  - Diawala - 71.054
  - Kaouara - 27.971
  - Niellé - 29.022
  - Ouangolodougou - 74.519
  - Toumoukoro - 34.200

## Cultura

### Llengües
Al departament de Ferkessédougou la llengua oficial és el Francès, igual que a la resta de l'estat, però les seves llengües autòctones són el senufo, el niarafolo i el palaka.

### Grups humans
Els grups ètnics majoritaris del departament de Ferkessédougou són els senufos, els niafarolos i els palakes.
La ciutat comercial de Kong, capital de l''Imperi de Kong era una zona originalment mandé en la que a partir del segle xii s'hi van establir el dioles.

## Infraestructures i transports
L'aeroport de Ferkéssédougou té el codi IATA, FEK.

### Carreteres
Les dues carreteres més importants de la regió són la A12, que la travessa d'est a oest i la A3, que la travessa de sud a nord, per la capital. La B313 és una altra carretera de la Tchologo.

## Turisme
Alguns dels atractius turístics més importants de la regió són:
- Kong
- Les dues mesquites de Kong i la Mesquita de Kaouara, al departament d'Ouangolodougou. Patrimoni de la UNESCO[6]
- Parc Nacional del Comoé. Patrimoni de la UNESCO